# Margaret MacDonald Mackintosh
Pour les articles homonymes, voir MacDonald et Mackintosh.
Margaret MacDonald Mackintosh (née le 5 novembre 1864 à Tipton, près de Wolverhampton et morte le 10 janvier 1933 à Londres) est une artiste britannique, dont l'œuvre originale — que l'on peut rattacher au courant Art nouveau — a permis de définir le Glasgow Style, qui connait un grand succès pendant la dernière décennie du XIXe siècle et le début du XXe siècle. Elle épouse en 1900 l'architecte et designer Charles Rennie Mackintosh.
Parmi ses travaux les plus connus, on peut citer le panneau peint sur gesso Oh ye, all ye that walk in Willowood en 1902, faisant partie d'un ensemble décoratif conçu pour le salon de thé de luxe Willow Tearooms, et Opera of the Winds (Opéra des vents) en 1903.

## Biographie

### Jeunesse
Margaret Macdonald est née à Tipton près de Wolverhampton en Angleterre où son père, ingénieur, dirige une mine de charbon. Durant leur enfance, Margaret et sa sœur cadette Frances MacDonald fréquentent toutes deux l'Orme Girls' School à Newcastle-under-Lyme dans le Staffordshire. En 1890, la famille s'installa à Glasgow, et Margaret et sa sœur, Frances MacDonald, s'inscrivirent à la Glasgow School of Art (école d'arts appliqués) où elles s'initièrent à différentes disciplines, notamment le métal, la broderie et le textile. Elle commence à collaborer avec sa sœur et, dans les années 1890, elles ouvrent le Macdonald Sisters Studio au 128 Hope Street, à Glasgow.

### Les quatre de la Glasgow School of Art

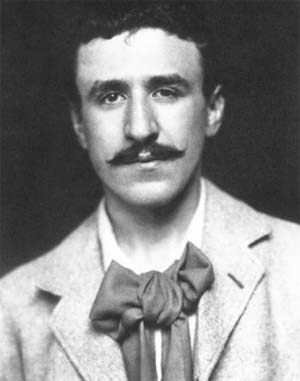
Charles Rennie Mackintosh, son mari.

Vers 1892 les sœurs MacDonald rencontrent Charles Rennie Mackintosh et son ami James Herbert MacNair par l'intermédiaire du directeur de la Glasgow School of Art, Francis Henry Newbery. Mackintosh et MacNair y prennent des cours du soir. En 1894, ils montrent leur travail commun dans des expositions étudiantes. L'accueil de leurs œuvres est mitigé. On fait notamment remarquer aux sœurs MacDonald que les formes décharnées et linéaires de leurs créations - qui montrent clairement l'influence d'Aubrey Beardsley - sont « macabres ». Ces critiques leur valent le surnom de « The Spook School ». Le groupe est aussi connu sous le nom « The Four » (Les Quatre). 
Par la suite le groupe connait un regain de popularité. Il expose à Liège pour la première fois en 1895, à Glasgow (exposition annuelle du Royal Glasgow Institute of the Fine Arts), à Londres (Arts & Crafts Society, en 1896) et à Vienne. Ces expositions contribuent à établir la réputation de Margaret et de son mari. Le style de l'École de Glasgow influence même le mouvement Art nouveau viennois, le Sezessionsstil (Sécession viennoise), lors de l'exposition « VIII. Ausstellung der Vereinigung Bildender Künstler Österreichs Secession » en 1900. C'est à cette occasion que Margaret MacDonald produit une très forte impression sur les sécessionnistes autrichiens Gustav Klimt et Josef Hoffmann.

### Collaboration avec Charles Rennie Mackintosh

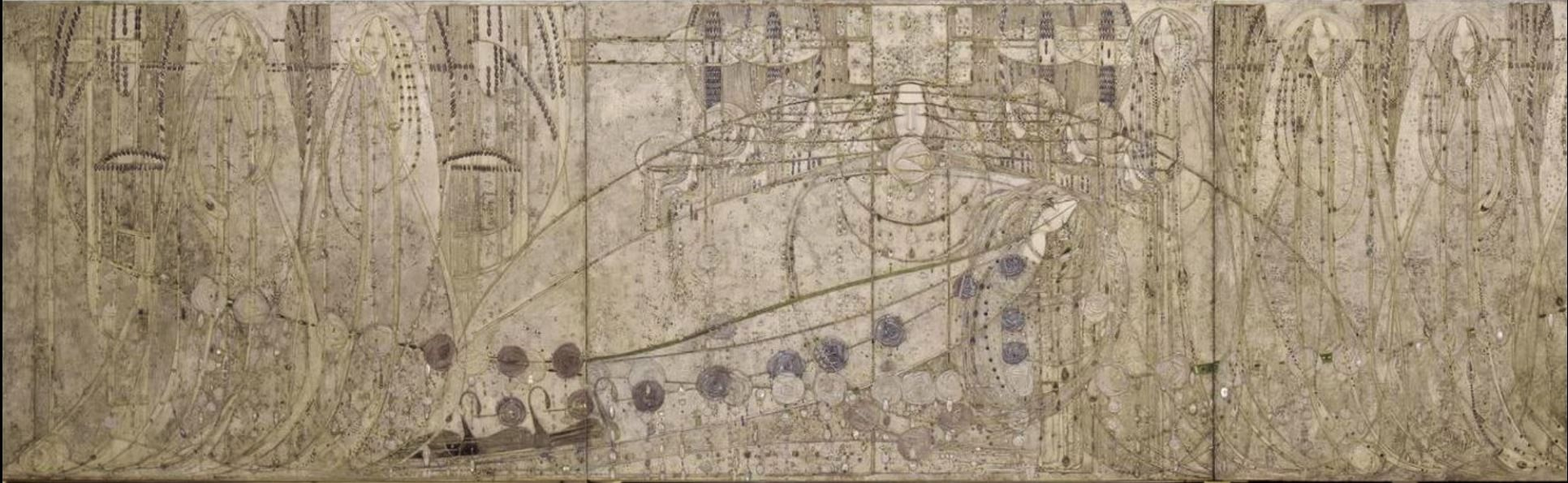
Seven Princesses, triptyque inspiré par une œuvre de Maurice Maeterlinck peint sur gesso par Margaret MacDonald pour le salon de musique du mécène viennois Fritz Wärndorfer aménagé par Charles Rennie Macintosh, 1907.

Sa sœur se marie avec MacNair en 1899. Margaret épouse Charles Rennie Mackintosh 22 août de l'année suivante. Ses œuvres les plus dynamiques sont de grands panneaux peints sur gesso qu'elle élabore avec son mari pour la décoration intérieure de salons de thé ou de résidences privées.

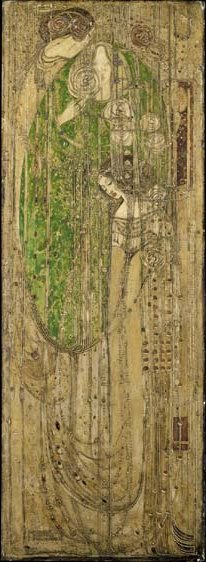
Oh ye, all ye that walk in Willowwood, panneau de Margaret MacDonald pour le Willow Tearooms, inspiré d'un poème de Dante Gabriel Rossetti, 1903.

### Les dernières années
En 1923, le couple quitte la Grande-Bretagne et passe ses vacances dans le Roussillon. Alors qu'ils n'avaient prévu qu'un simple séjour, les époux passent l'été 1924 à Collioure et les hivers 1925-1926 et 1926-1927 à l'hôtel Le Commerce, à Port-Vendres. Mackintosh y peint des aquarelles de nombreux paysages des Pyrénées-Orientales.
En 1927, Charles tombe malade. Après le retour des époux Mackintosh à Londres, les médecins diagnostiquent un cancer de la langue. Malgré le protocole de soins, sa santé se dégrade et il perd progressivement l'usage de la parole. Hospitalisé, Charles Rennie Mackintosh meurt le 10 décembre 1928. Margaret lui survit cinq ans, elle meurt à Londres le 10 janvier 1933.

## Analyse de l'œuvre
Le début de sa carrière artistique reflète les grandes lignes de l'expérimentation. Faisant largement appel à son imagination, elle réinterprète des thèmes traditionnels, des allégories et des symboles de manière inventive. Elle puise fréquemment son inspiration dans la Bible, l’Odyssée, les poèmes de William Morris et de Dante Gabriel Rossetti, ainsi que dans les œuvres de Maurice Maeterlinck.
La réputation de Margaret MacDonald, de même que celle de sa sœur Frances, a eu à souffrir du discours patriarcal dominant dans la critique d'art à l'époque. Si elle n'occupe pas la place qui aurait dû être la sienne dans l'histoire de l'art, c'est qu’elle a été l'une des nombreuses « femmes marginalisées », dont l'œuvre est restée dans l'ombre de celle de leur compagnon. Elle fut pourtant reconnue en son temps par beaucoup de ses pairs, y compris par son mari lui-même, qui lui écrivit : « N'oublie pas que tu es pour la moitié sinon les trois quarts de toute mon œuvre… » Il aurait de même déclaré : « Margaret a du génie, je n'ai que du talent. »

## Galerie

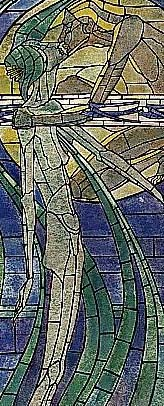
L'Été (1893).
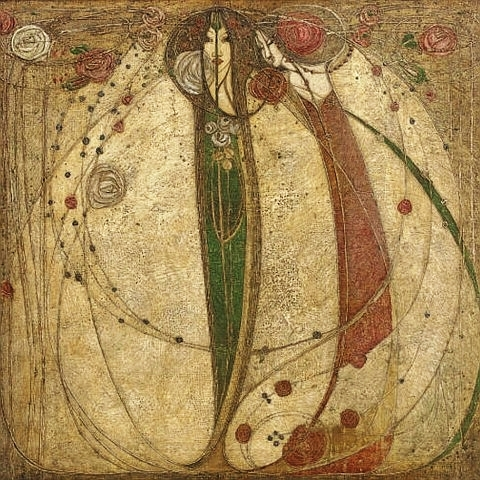
White Rose And Red Rose (1902).
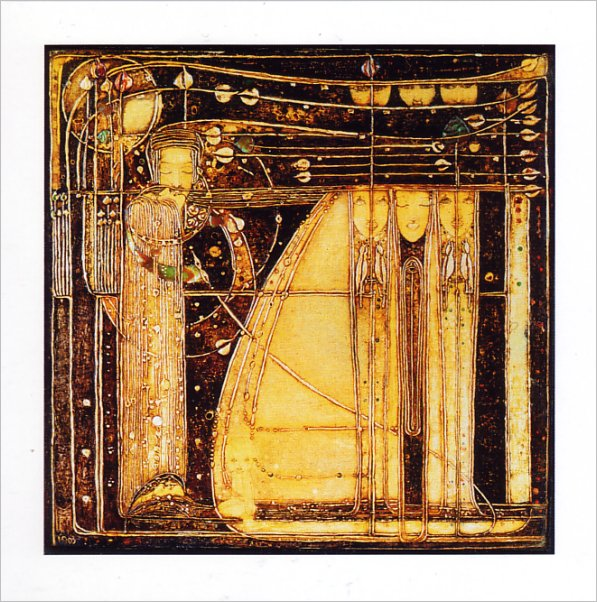
Opéra des vents (1903).
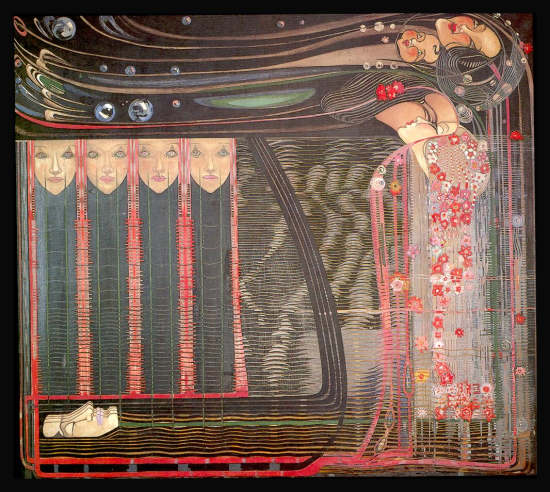
Opéra des mers (1903).
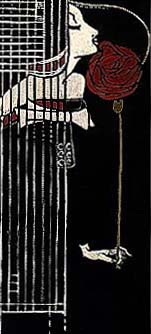
Décoration de menu pour The White Cockade (1911).
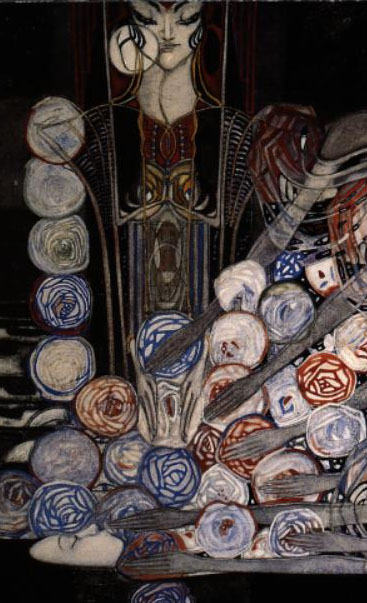
La Mort parfumée (1921).